# Szabolcs Sáfár
Pour les articles homonymes, voir Safar.
Szabolcs Sáfár est un footballeur hongrois né le 20 août 1974 à Budapest en Hongrie.
Il joue au poste de gardien de but.

## Biographie
Szabolcs Sáfár a commencé sa carrière dans son pays natal au Vasas Budapest. 
En 1997, il quitte la Hongrie pour signer à l'Austria Salzbourg. Convoité par plusieurs clubs, il reste à Salzbourg à la suite d'une grave blessure.
En 2003, il signe au Spartak Moscou, qu'il quitte quelques mois plus tard et revient en Autriche à l'Austria Vienne.
Il est d'abord la doublure de Joey Didulica et devient titulaire en 2006 après le départ de ce dernier à AZ Alkmaar.